# ユーラテ・ランズベルギーテ
ユーラテ・ランズベルギーテ（Jūratė Landsbergytė、1955年5月30日 - ）は、リトアニアの音楽学者、オルガン奏者。

## 経歴
1955年5月30日、リトアニアのカウナスに生まれる。父はヴィータウタス・ランズベルギス。母はリタ・クチンスカイテ＝ランズベルギエネ＝サカリエネ。
1979年、リトアニア国立音楽院卒業。専攻は音楽史。翌年、オルガン専攻で同音楽院を卒業した。
1981年よりリトアニア国立音楽院で務める。1988年より文化美術研究所（2002年、文化哲学美術研究所に改称）で勤務。1995年から1996年までベルリンの教会でオルガン奏者を務める。
2010年より国連リトアニア協会会長。